# Liste der europäischen Bürgerinitiativen
Die Liste der europäischen Bürgerinitiativen zeigt alle gemäß § 11 Absatz 4 des Vertrags über die Europäische Union eingereichten Bürgerinitiativen. Mit einer europäischen Bürgerinitiative kann die Bevölkerung der Europäischen Kommission ein Anliegen zur Behandlung übergeben.
Obgleich die Europäische Bürgerinitiative bereits seit 2007 aufgrund des Vertrags von Lissabon besteht, traten die notwendigen Ausführungsbestimmungen erst zum April 2012 in Kraft. Die erste europäische Bürgerinitiative wurde am 9. Mai 2012 registriert und zur Sammlung zugelassen.
Mehrmals seit der Einführung des Instruments wurde die vorgeschriebene Sammlungsfrist von zwölf Monaten für bestimmte Initiativen verlängert. So kam es anfänglich zu technischen Schwierigkeiten bei der Nutzung der von der Europäischen Kommission bereitgestellten Software für die Online-Unterzeichnung, weshalb die Sammlungsfrist aller bis zum Oktober 2012 registrierten Bürgerinitiativen außerordentlich bis zum 1. November 2013 verlängert wurde. Gleichfalls kam es am 18. Februar 2023 zu einem technischen Ausfall der Online-Plattform, weswegen allen zu diesem Zeitpunkt aktiv Unterschriften sammelnden Initiativen die Sammelfrist um einen Tag verlängert wurde. Weiterhin wurde während der Covid-19-Pandemie, mit den Durchführungsbeschlüssen 2020/2200 und 2021/944 aufgrund der erschwerten Sammelbedingungen während der Pandemie die Möglichkeit einer Verlängerung der Sammlungsfrist auf Antrag um drei Monate eingeführt. Der Antrag konnte mehrfach gestellt werden, die Sammlungsfrist jedoch höchstens um weitere zwölf Monate verlängert werden.

## Laufende Europäische Bürgerinitiativen
Die nachfolgende Tabelle führt alle registrierten, jedoch noch laufenden Europäischen Bürgerinitiativen auf. Dies sind Initiativen, deren Sammlung noch nicht begonnen hat, deren Sammlung noch läuft oder die die Unterschriftenhürde erfolgreich überwunden haben, jedoch von der Europäischen Kommission noch nicht beantwortet wurden. Der Titel und die Kurzbeschreibung des Anliegens sind wörtlich aus dem Antrag der Europäischen Bürgerinitiative entnommen.
| offizielle Kennung | Sammlungsfrist | Sammlungsfrist | Titel                                                                                                 | Anliegen (wörtlicher Auszug aus dem Antrag) | Ergebnis                         |
| offizielle Kennung | Beginn         | Ende           | Titel                                                                                                 | Anliegen (wörtlicher Auszug aus dem Antrag) | Ergebnis                         |
| ------------------ | -------------- | -------------- | --- | --- | -------------------------------- |
| ECI(2017)000007    | 12. Juni 2017  | 12. Juni 2018  | Stop Extremism ‚Stoppt Extremismus‘                                                                   | „Wir fordern die Europäische Kommission zur Vorlage eines Gesetzesvorschlags auf, mit dem die negativen Konsequenzen von Extremismus – vor allem für den Binnenmarkt – verhindert werden sollen.“ | eingereicht & in Prüfung         |
| ECI(2019)000007    | 7. Mai 2019    | 7. Mai 2021    | Kohäsionspolitik für die Gleichstellung der Regionen und die Erhaltung der regionalen Kulturen        | „Die Kohäsionspolitik der EU sollte Regionen mit nationalen, ethnischen, kulturellen, religiösen oder sprachlichen Besonderheiten, die sich von denen der umliegenden Regionen unterscheiden, besondere Aufmerksamkeit widmen.“ | eingereicht & in Prüfung         |
| ECI(2023)000006    | 9. Okt. 2023   |                | Einführung einer Vermögenssteuer zur Finanzierung des ökologischen und sozialen Wandels               | „Mit dieser Initiative wird die Europäische Kommission aufgefordert, eine europäische Vermögenssteuer einzuführen. Diese Steuereinnahmen würden in die Eigenmittel der Union fließen und die von den Mitgliedstaaten kofinanzierten EU-Maßnahmen für den ökologischen und sozialen Wandel sowie für die Entwicklungszusammenarbeit maßgeblich und nachhaltig flankieren.“ | Sammlung läuft                   |
| ECI(2023)000007    | 13. Feb. 2024  |                | Erhaltung und Entwicklung der ukrainischen Kultur, Bildung, Sprache und Traditionen in den EU-Staaten | „Wir sind der Meinung, dass die EU zusätzliche Maßnahmen zur Unterstützung der ukrainischen Flüchtlinge ergreifen muss. Die Kommission könnte Rechtsvorschriften auf der Grundlage des Artikels 167 AEUV vorschlagen, die sich auf die nationale und regionale Vielfalt und das kulturelle Erbe konzentrieren.“ | Sammlung läuft                   |
| ECI(2023)000008    | 26. Apr. 2024  |                | EU Live Bus Stop Info (Echtzeit-Informationen an Bushaltestellen in der EU)                           | „Über QR-Codes an jeder Bushaltestelle können Fahrgäste in Echtzeit auf Daten zu Fahrplänen, Strecken und Verspätungen sowie auf Aktualisierungen zugreifen; mit dieser Initiative soll der Zugang zu Informationen über öffentliche Verkehrsmittel in allen EU-Mitgliedstaaten revolutioniert werden.“ | Sammlung läuft                   |
| ECI(2023)000009    | 28. Nov. 2023  |                | „Trust and Freedom“ (Vertrauen und Freiheit)                                                          | „Wir fordern die Europäische Kommission auf, Rechtsvorschriften vorzuschlagen, die Freiheit, Transparenz, Rechenschaftspflicht und persönliches Engagement innerhalb der EU fördern. Wir wollen, dass ein System der strengeren gegenseitigen Kontrolle eingerichtet wird, um zu gewährleisten, dass die EU-Institutionen auf die Bedürfnisse und Interessen der einzelnen Menschen eingehen und die in der Grundrechtecharta der Europäischen Union verankerten Menschenrechte achten.“                                                        | Sammlung läuft                   |
| ECI(2023)000010    | 9. Apr. 2024   |                | „Ich werde Europäer: eine EBI zur Verknüpfung von Staatsbürgerschaft und Unionsbürgerschaft“          | „In dieser Initiative wird ein Grundrecht auf ein grundlegendes Wissen über die EU und die Unionsbürgerschaft von früher Kindheit an für alle und nicht nur für einige wenige gefordert. Alle in der EU lebenden Menschen sollten auch aktive europäische Bürgerinnen und Bürger sein können. Die Unionsbürgerschaft wird nur dann wirklich demokratisch sein, wenn sie einem inklusiven Ansatz folgt. Dies steht im Einklang mit mehreren Entschließungen des Europäischen Parlaments und den Empfehlungen der Konferenz zur Zukunft Europas.“ | Sammlung läuft                   |
| ECI(2023)000011    | 10. Jan. 2024  |                | Errichtung einer Europäischen Umweltbehörde                                                           | „Das Ziel der Initiative besteht darin, dass die Kommission eine Europäische Umweltbehörde errichtet, entweder als Nachfolgerin der Europäischen Umweltagentur, die über hoheitliche Befugnisse verfügen soll, oder als neue Behörde.“ | Sammlung läuft                   |
| ECI(2024)000001    | 17. Mai 2024   |                | Verbot von Konversionsmaßnahmen in der Europäischen Union                                             | „Das Ziel unserer Initiative besteht darin, die Kommission aufzufordern, ein rechtsverbindliches Verbot der auf LGBTQ+-Bürger*innen ausgerichteten Konversionsmaßnahmen in der Europäischen Union vorzuschlagen.“ | Sammlung läuft                   |
| ECI(2024)000002    | 23. Juli 2024  |                | Europäische Bürgerinitiative zum Schutz der Landwirtschaft und der ländlichen Wirtschaft in Europa    | „Schutz der europäischen Landwirtschaft und der ländlichen Wirtschaft durch einen integrierten Rechtsrahmen“ | Sammlung läuft                   |
| ECI(2024)000004    | 24. Apr. 2024  |                | My Voice, My Choice: Für einen Zugang zu sicheren Abtreibungen                                        | „Mit der Kampagne „My Voice, My Choice“ haben die Menschen in Europa Gelegenheit, das Leben von Frauen freier, sicherer und besser zu machen – egal, wo in der EU sie selbst leben und unter welchen Bedingungen.“ | Sammlung läuft                   |
| ECI(2024)000005    |                |                | Den Planeten retten – Arbeit steuerlich entlasten und Treibhausgasemissionen stärker besteuern        | „Mit dieser Initiative ersuchen wir die Kommission, das Paket „Fit für 55“ zu stärken, um bis 2045 CO2-Neutralität zu erreichen.“ | registriert & Sammlung steht aus |
| ECI(2024)000006    |                |                | Air-Quotas ‚Luft-Quoten‘                                                                              | „Als Bürgerinnen und Bürger Europas, die die Gefahr des Klimawandels als Ursache für das derzeitige 6. Massenaussterben begriffen haben, fordern wir die Europäische Kommission auf, eine Klimaversammlung einzuberufen, damit in jedem Land ein CO2-Quotensystem für Bürgerinnen und Bürger eingeführt wird, das Unternehmen anhand des Verbraucherdrucks zu CO2-Einsparungen veranlasst.“ | registriert & Sammlung steht aus |
| ECI(2024)000007    | 31. Juli 2024  |                | Stop Destroying Videogames (Videospielzerstörung stoppen)                                             | „Die Initiative fordert, Herausgeber, die Videospiele (oder damit zusammenhängende Funktionen und Güter) an Verbraucher in der Europäischen Union verkaufen oder lizenzieren, zu verpflichten, diese Videospiele in einem funktionalen (spielbaren) Zustand zu belassen.“ | Sammlung läuft                   |
| ECI(2024)000008    | 24. Sep. 2024  |                | Stop Cruelty Stop Slaughter (Tierquälerei und Schlachtungen stoppen)                                  | „Massentierhaltung und Schlachthöfe stehen im Widerspruch zur Universellen Erklärung der Tierrechte von 1978 und zum Vertrag von Lissabon, die allen Tieren das gleiche Recht auf Leben einräumen und sie als fühlende Wesen definieren.“ | Sammlung läuft                   |
| ECI(2024)000009    | 21. Sep. 2024  |                | STOP FAKE FOOD: ORIGIN ON LABEL (Stoppt gefälschte Lebensmittel – Ursprungsangaben auf dem Etikett)   | „Wir fordern den Zugang der europäischen Verbraucherinnen und Verbraucher zu transparenten Informationen über Lebensmittel, die sie kaufen, und dass ihre Erwartungen in Bezug auf hohe Qualitäts- und Nachhaltigkeitsstandards berücksichtigt werden.“ | Sammlung läuft                   |
| ECI(2024)000010    |                |                | EBI für ein wasserintelligentes und -resilientes Europa                                               | „Einsatz für einen strategischen und ganzheitlichen Wasser-Aktionsplan in Europa und für die Entwicklung und Umsetzung dualer, komplementärer politischer Ansätze in allen Politikbereichen der EU, wie in der Erklärung zum europäischen Blauen Deal gefordert“ | registriert & Sammlung steht aus |
| ECI(2024)000011    | 14. Jan. 2025  | 14. Jan. 2026  | PsychedeliCare                                                                                        | „Wir fordern die Europäische Kommission auf, einen gerechten, zeitnahen, erschwinglichen, sicheren und legalen Zugang zu innovativen Substanz-unterstützten Psychotherapien zu fördern.“ | Sammlung läuft                   |

## Abgeschlossene Europäische Bürgerinitiativen
Die nachfolgende Tabelle führt alle registrierten und bereits abgeschlossenen Europäischen Bürgerinitiativen auf. Dies sind Initiativen, deren Sammlung vorzeitig abgebrochen wurde, die an der Unterschriftenhürde gescheitert sind, oder diese erfolgreich übersprungen haben und bereits von der Europäischen Kommission beantwortet wurden. Der Titel und die Kurzbeschreibung des Anliegens sind wörtlich aus dem Antrag der Europäischen Bürgerinitiative entnommen.
| offizielle Kennung | Sammlungsfrist | Sammlungsfrist | Titel | Anliegen (wörtlicher Auszug aus dem Antrag) | Ergebnis                 |
| offizielle Kennung | Beginn         | Ende           | Titel | Anliegen (wörtlicher Auszug aus dem Antrag) | Ergebnis                 |
| ------------------ | -------------- | -------------- | --- | --- | ------------------------ |
| ECI(2012)000001    | 9. Mai 2012    | 1. Nov. 2013   | Fraternité 2020 - Mobilität. Fortschritt. Europa. | „F2020 will europäische Austauschprogramme wie Erasmus oder den Europäischen Freiwilligendienst (EFD) fördern, um zu einem vereinten Europa beizutragen, das auf der Solidarität seiner BürgerInnen gründet.“ | Quorum verfehlt          |
| ECI(2012)000002    | 10. Mai 2012   | 3. Dez. 2012   | Single Communication Tariff Act ‚Gesetz für einen einheitlichen Kommunikationstarif‘ | „Eine monatliche Flatrate, alles inbegriffen, für alle Handygespräche innerhalb der Europäischen Union. Abschaffung der Roaming-Gebühren in der Europäischen Union, Vollendung des Binnenmarktes für alle Mobilfunkkunden in der EU.“ Hinweis: als EBI Nr. 23 neu registriert | Sammlung abgebrochen     |
| ECI(2012)000003    | 10. Mai 2012   | 1. Nov. 2013   | Wasser und sanitäre Grundversorgung sind ein Menschenrecht! Wasser ist ein öffentliches Gut und keine Handelsware!                                                                                    | „Wir fordern die Europäische Kommission zur Vorlage eines Gesetzesvorschlags auf, der das Menschenrecht auf Wasser und sanitäre Grundversorgung entsprechend der Resolution der Vereinten Nationen durchsetzt und eine funktionierende Wasser- und Abwasserwirtschaft als existenzsichernde öffentliche Dienstleistung für alle Menschen fördert.“ | eingereicht & beschieden |
| ECI(2012)000004    | 10. Mai 2012   | 20. Juli 2012  | EU-Richtlinie für den Schutz von Milchkühen | „Die EU-Richtlinie soll die Lebensbedingungen der 23 Millionen europäischen Milchkühe verbessern. Die Einführung von europaweiten Mindeststandards soll als Ausgangspunkt für die Schaffung besserer Haltungsbedingungen – ähnlich wie bei Schweinen und Geflügel – dienen.“ | Sammlung abgebrochen     |
| ECI(2012)000005    | 12. Mai 2012   | 1. Nov. 2013   | One of us Einer von uns | „Rechtlicher Schutz der Würde, des Rechts auf Leben, und der Unversehrtheit jeder menschlichen Person vom Zeitpunkt der Empfängnis an in jenen Kompetenzbereichen der EU, für die ein solcher Rechtsschutz von Bedeutung sein könnte.“ | eingereicht & beschieden |
| ECI(2012)000006    | 11. Mai 2012   | 29. Jan. 2013  | Let me vote ‚Lasst mich wählen‘ | „Die Rechte des Unionsbürgers ergänzen durch ein Recht zur Teilnahme an jeder politischen Wahl in dem Mitgliedstaat, in dem er seinen Wohnsitz hat, zu denselben Bedingungen wie die Angehörigen dieses Mitgliedstaats.“ | Sammlung abgebrochen     |
| ECI(2012)000007    | 22. Juni 2012  | 1. Nov. 2013   | Stop Vivisection | „Vorschlag für ein Gesetz auf Europäischer Ebene mit dem Ziel des Ausstiegs aus der tierexperimentellen Forschung.“ | eingereicht & beschieden |
| ECI(2012)000008    | 16. Juli 2012  | 1. Nov. 2013   | Qualitativ hochwertige europäische Schulbildung für alle | „Europas Zukunft hängt von der Bildung seiner Bürgerinnen und Bürger ab; davon, wie sie ausgebildet werden und wie sie lernen. Gemeinsame Bildungsziele, die die europäischen Grundwerte abbilden, sollen im Zentrum der Lösungsansätze für Herausforderungen der Gegenwart stehen.“ | Quorum verfehlt          |
| ECI(2012)000009    | 16. Juli 2012  | 1. Nov. 2013   | Moratorium für eine verantwortungsvolle Verwertung/Behandlung und Entsorgung von Abfällen (Abfallwirtschaft)                                                                                          | „Erarbeitung von Rahmenprinzipien/-vorschlägen für die Europäische Kommission, um eine verantwortungsvolle Verwertung und Entsorgung von Abfällen (Abfallwirtschaft) durch alle Mitgliedsstaaten der Europäischen Union zu gewährleisten. Die vorliegende Initiative hat zum Ziel, der Europäischen Kommission eine Richtlinie vorzuschlagen, die in allen Mitgliedsstaaten angewandt wird.“ | Quorum verfehlt          |
| ECI(2012)000010    | 8. Aug. 2012   | 1. Nov. 2013   | Aussetzung des Energie- und Klimapakets der EU | „Aussetzung des Energie- und Klimapakets der EU aus dem Jahre 2009 (ausschließlich Klauseln über Energieeffizienz) und der weiteren Klimaregelungen bis zur Unterzeichnung des internationalen Co2-Vertrags durch die größten CO2-Emittenten wie China, USA und Indien.“ | Quorum verfehlt          |
| ECI(2012)000011    | 27. Aug. 2012  | 1. Nov. 2013   | Central public online collection platform for the European Citizen Initiative ‚Zentrale öffentliche Online-Plattform für die Europäische Bürgerinitiative‘                                            | „Wir wollen alle europäischen Bürgerinnen und Bürger in die Lage versetzen, sich an der europäischen Politik zu beteiligen. Daher müssen wir ein Instrument mit geringer Barriere bereitstellen, das sofort und ohne technisches Fachwissen funktioniert. Stellen Sie eine Online-Plattform für europäische Initiativen bereit, auf der Sie neue Initiativen registrieren und Unterschriften sammeln können.“ | Quorum verfehlt          |
| ECI(2012)000012    | 1. Okt. 2012   | 21. Jan. 2013  | Stoppen wir den Ökozid in Europa: Eine Bürgerinitiative, um der Erde Rechte zu verleihen | „Wir fordern die Europäische Kommission auf, den Ökozid, die umfangreiche Beschädigung, Zerstörung oder den Verlust von Ökosystemen in einem bestimmten Gebiet, zu verbieten, zu verhindern oder ihm zuvorzukommen.“ | Sammlung abgebrochen     |
| ECI(2012)000013    | 5. Okt. 2012   | 20. Aug. 2013  | Europäische Bürgerinitiative für Medienpluralismus | „Medienpluralismus schützen durch eine Teilharmonisierung der nationalen Vorschriften über Medieneigentum und Transparenz, über Interessenkonflikte mit der Politik und Unabhängigkeit der Medienaufsicht. Wir fordern Änderungen der Richtlinie über audiovisuelle Mediendienste (oder die Billigung einer neuen Richtlinie) um die Harmonisierung der nationalen Vorschriften in Bezug auf Medienpluralismus als notwendigen Schritt auf dem Weg hin zu einem funktionierenden Binnenmarkt einzuführen.“ Hinweis: als EBI Nr. 34 neu registriert | Sammlung abgebrochen     |
| ECI(2012)000014    | 13. Nov. 2012  | 13. Nov. 2013  | 30km/h – macht die Straßen lebenswert! | „Wir schlagen ein EU-weites reguläres Tempolimit von 30km/h (20mph) für städtische Gebiete / Wohngebiete vor. Lokale Autoritäten können andere Tempolimits festsetzen, wenn sie nachweisen können, wie die Umwelt- und Sicherheitserfordernisse für die schwächsten Straßenverkehrs-Teilnehmerinnen erfüllt werden.“ | Quorum verfehlt          |
| ECI(2012)000015    | 19. Nov. 2012  | 4. Feb. 2013   | Kündigung Personenfreizügigkeit Schweiz | „Kündigung der Personenfreizügigkeit mit der Schweiz durch den Rat und den Mitgliedsländern. Das Abkommen zwischen der Schweizerischen Eidgenossenschaft einerseits und der Europäischen Gemeinschaft und ihren Mitgliedstaaten andererseits über die Freizügigkeit, unterzeichnet am 21. Juni 1999, ist aufgrund Vertragsverletzungen verursacht durch die Schweizerische Eidgenossenschaft und den Mitgliedsstaaten sowie wegen fehlender Gerichtsbarkeit zur Sicherstellung des Rechtschutzes für Unionsbürger oder Unternehmen, zu kündigen.“ | Sammlung abgebrochen     |
| ECI(2012)000016    | 3. Dez. 2012   | 3. Dez. 2013   | Single Communication Tariff Act ‚Gesetz für einen einheitlichen Kommunikationstarif‘ | „Eine monatliche Flatrate, alles inbegriffen, für alle Handygespräche innerhalb der Europäischen Union. Abschaffung der Roaming-Gebühren in der Europäischen Union, Vollendung des Binnenmarktes für alle Mobilfunkkunden in der EU.“ | Quorum verfehlt          |
| ECI(2013)000001    | 14. Jan. 2013  | 14. Jan. 2014  | „Bedingungsloses Grundeinkommen“ (BGE) - Erforschung eines Weges zu emanzipatorischen sozialstaatlichen Rahmenbedingungen in der EU                                                                   | „Antrag an die Kommission, die Zusammenarbeit zwischen den Mitgliedstaaten gem. Art. 156 AEUV zu fördern im Hinblick auf die Erforschung des Bedingungslosen Grundeinkommens (BGE) als Instrument zur Verbesserung ihrer jeweiligen Systeme der sozialen Sicherheit.“ | Quorum verfehlt          |
| ECI(2013)000002    | 21. Jan. 2013  | 21. Jan. 2014  | Stoppen wir den Ökozid in Europa: Eine Bürgerinitiative, um der Erde Rechte zu verleihen | „Wir fordern die Europäische Kommission auf, den Ökozid, die umfangreiche Beschädigung, Zerstörung oder den Verlust von Ökosystemen in einem bestimmten Gebiet, zu verbieten, zu verhindern oder ihm zuvorzukommen.“ | Quorum verfehlt          |
| ECI(2013)000003    | 28. Jan. 2013  | 28. Jan. 2014  | Let me vote ‚Lasst mich wählen‘ | „Die Rechte des Unionsbürgers ergänzen durch ein Recht zur Teilnahme an jeder politischen Wahl in dem Mitgliedstaat, in dem er seinen Wohnsitz hat, zu denselben Bedingungen wie die Angehörigen dieses Mitgliedstaats.“ | Quorum verfehlt          |
| ECI(2013)000004    | 10. Juni 2013  | 10. Juni 2014  | ACT 4 Growth ‚Gesetz/Handeln für Wachstum‘ | „Diese EBI enthält vier konkrete Vorschläge für politische Maßnahmen zur Entwicklung des Unternehmertums von Frauen als Strategie für nachhaltiges Wirtschaftswachstum in Europa.“ | Quorum verfehlt          |
| ECI(2013)000005    | 17. Juni 2013  | 17. Juni 2014  | Teach for Youth -- Upgrade to Erasmus 2.0 ‚Lehre für Jugendliche -- Aufwertung zu Erasmus 2.0‘ | „Ungerechtigkeiten im Bereich Bildung in der EU dadurch beseitigen, dass hochmotivierte und sehr gut ausgebildete, frisch graduierte EU HochschulabsolventInnen ein oder zwei Jahre EU-weit in städtischen und ländlichen Gebieten mit niedrigem Einkommensniveau unterrichten.“ | Sammlung abgebrochen     |
| ECI(2013)000006    | 6. Aug. 2013   | 6. Aug. 2014   | Zählt Bildungsausgaben nicht als Teil des Defizits! Bildung ist eine Investition! | „Wir schlagen vor, bei der Berechnung des nationalen Defizits eines Landes jenen Teil der Bildungsausgaben auszuschließen, der unter dem 5-Jahres Durchschnitt der Eurozone liegt.“ | Quorum verfehlt          |
| ECI(2013)000007    | 19. Aug. 2013  | 19. Aug. 2014  | Europäische Bürgerinitiative (EBI) für Medienpluralismus | „Medienpluralismus schützen durch eine Teilharmonisierung der nationalen Vorschriften über Medieneigentum und Transparenz, über Interessenkonflikte mit der Politik und Unabhängigkeit der Medienaufsicht. Wir fordern Änderungen der Richtlinie über audiovisuelle Mediendienste (oder die Billigung einer neuen Richtlinie) um die Harmonisierung der nationalen Vorschriften in Bezug auf Medienpluralismus als notwendigen Schritt auf dem Weg hin zu einem funktionierenden Binnenmarkt einzuführen.“ | Quorum verfehlt          |
| ECI(2013)000008    | 20. Nov. 2013  | 20. Nov. 2014  | Weed like to talk ‚Wir wollen über Grass sprechen‘ | „Eine europäische Lösung für ein europäisches Thema: Cannabis legalisieren. Die Initiative Europäischer Bürger (ECI - European Citizens Initiative) "Weed like to talk" möchte die EU auffordern, eine europaweit einheitliche Politik bezüglich der Kontrolle und Regulierung der Cannabis-Produktion, des Handels mit Cannabis und des Konsums von Cannabis einzuführen.“ | Quorum verfehlt          |
| ECI(2013)000009    | 25. Nov. 2013  | 25. Nov. 2014  | Europäische Initiative Freies Dampfen | „Die Klassifikation von elektronischen Zigaretten und verwandten Produkten durch die Gesetzgebung als Genußmittel, und nicht als medizinische, Tabak- oder ähnliche Produkte unabhängig vom Nikotin-Inhalt.“ | Quorum verfehlt          |
| ECI(2014)000001    | 3. Feb. 2014   | 22. Apr. 2014  | Turn me Off! ‚Schalt mich aus!‘ | „Verbot des Anlassens der Beleuchtung in Geschäften und Büros, wenn sie nicht genutzt werden.“ | Sammlung abgebrochen     |
| ECI(2014)000003    | 24. März 2014  | 26. Juni 2014  | Moveurope | „Einrichtung von MOVEUROPE CARD. Eine Karte zur Senkung der Transport- und Unterbringungskosten am Wochenende des 9. Mai, um die Europäische Union in einer europäischen Stadt zu feiern (jährlich rotierend).“ | Sammlung abgebrochen     |
| ECI(2014)000002    | 7. März 2014   | 30. Jan. 2015  | New 4 Deal Europe – Ein europäisches Sonderprogramm zur nachhaltigen Entwicklung und Beschäftigung | „Ein öffentliches Investitionsprogramm mit dem Ziel, Europa durch die Entwicklung der Wissensgesellschaft und die Schaffung neuer Arbeitsplätze speziell für junge Leute aus der Krise zu führen.“ | Sammlung abgebrochen     |
| ECI(2014)000004    | 1. Okt. 2014   | 1. Okt. 2015   | Schluss mit Scheinfirmen Im Kampf für ein gerechteres Europa | „Einführung in einem Rechtsinstrument im Bereich des Gesellschaftsrechts von Maßnahmen zur Gewährleistung der Transparenz der juristischen Personen und der rechtlichen Konstruktionen. Die Unterwanderung der legalen Wirtschaft durch Geldströme krimineller Herkunft bedroht die Stabilität des finanziellen Sektors und des Binnenmarkts. Um dem entgegenwirken zu können, müssen die Informationen über die eigentlichen Begünstigten der juristischen Personen und der Rechtsvereinbarungen verfügbar sein. Deswegen soll aufgrund eines Rechtsinstruments im Bereich des Gesellschaftsrechts die Transparenz der juristischen Personen und der rechtlichen Konstruktionen auf EU-Ebene einheitlich organisiert werden.“                                                                     | Quorum verfehlt          |
| ECI(2014)000005    | 19. Dez. 2014  | 19. Dez. 2015  | Für ein soziales Europa! Für eine verstärkte Zusammenarbeit der EU-Mitgliedstaaten bei der Bekämpfung von Armut in Europa.                                                                            | „Verstärkte Zusammenarbeit der EU-Mitgliedstaaten bei der Bekämpfung von sozialer Ausgrenzung. Hierfür soll das Ziel angestrebt werden, den Anteil derjenigen Menschen, die unterhalb der Armutsgrenze leben, auf unter 3% zu reduzieren.“ | Quorum verfehlt          |
| ECI(2015)000001    | 9. Feb. 2015   | 22. Okt. 2015  | „Mitgehört“ | „Im Wege der Gesetzgebung die Vertraulichkeit der Kommunikation zwischen Privaten insbesondere von Telefongesprächen zwischen dem Anwalt und seinen Mandanten verstärkt unter Schutz stellen als unverzichtbare Vorbedingung der freien Ausübung der Verteidigungsrechte.“ | Sammlung abgebrochen     |
| ECI(2015)000002    | 14. Sep. 2015  | 14. Sep. 2016  | "Fairer Transport in Europa – Gleichbehandlung aller Verkehrsbeschäftigten" | „Vorschläge für Legislativmaßnahmen und Nicht-Legislativmaßnahmen zur Gewährleistung eines fairen Wettbewerbs und der Gleichbehandlung der Beschäftigten bei den verschiedenen Verkehrsträgern. Das Ziel der EBI "Fairer Transport in Europa" ist es, untragbaren, zu Sozial- und Lohndumping führenden Geschäftspraktiken in diesem Sektor ein Ende zu bereiten. Wir fordern die Europäische Kommission auf, den fairen Wettbewerb der unterschiedlichen Verkehrsträger sicherzustellen und die Gleichbehandlung der Beschäftigten (in Hinblick auf den Grundsatz der gleichen Bezahlung und gleicher Beschäftigungsbedingungen), ungeachtet ihres Herkunftslandes, zu gewährleisten.“ | Quorum verfehlt          |
| ECI(2015)000003    | 19. Okt. 2015  | 19. Okt. 2016  | Stop Plastic in the Sea ‚Stoppt Plastik im meer‘ | „Angesichts der bedenklichen Auswirkungen von Plastikmüll auf die Meeresumwelt fordern wir die Kommission auf, eine noch striktere Regelung für diese Abfälle zu erarbeiten, damit sie nicht ins Meer gelangen.“ | Quorum verfehlt          |
| ECI(2015)000004    | 30. Nov. 2015  | 9. März 2016   | Vi vill att WHO:s rekommendationer efterföljs. Cannabis ska bli avkriminaliserat med reglering. ‚Wir werden der WHO-Empfehlung folgen. Cannabis soll durch Regeln entkriminalisiert werden.‘          | „Cannabis ist die am meisten konsumierte Droge. Bei der Hälfte aller Drogenbeschlagnahmungen weltweit handelt es sich um Cannabis-Beschlagnahmungen; stattdessen sollten die für die Justiz eingesetzten Ressourcen zur Verbesserung der Gesundheit der Bürger eingesetzt werden.“ | Sammlung abgebrochen     |
| ECI(2015)000005    | 30. Nov. 2015  | 23. Juni 2016  | Wake up Europe! Jetzt handeln zur Wahrung der Demokratie in Europa | „Die von der Europäischen Kommission ersuchte Rechtshandlung besteht darin, den Rat gemäß Artikel 7 EUV mit der Lage in Ungarn zu befassen, um die europäischen Werte nach Maßgabe von Artikel 2 EUV zu wahren.“ | Sammlung abgebrochen     |
| ECI(2015)000006    | 11. Dez. 2015  | 11. Dez. 2016  | Vater, Mutter & Kind - Europäische Bürgerinitiative zum Schutz von Ehe und Familie | „Eine Verordnung, die die Begriffe Ehe und Familie horizontal für das gesamte Europarecht definiert: Die Ehe ist ein Lebensbund zwischen einem Mann und einer Frau, und die Familie gründet sich auf Ehe“ | Quorum verfehlt          |
| ECI(2016)000001    | 2. Sep. 2016   | 3. Dez. 2016   | Let'sfly2Europe: Flüchtlinge legalen und sicheren Zugang nach Europa ermöglichen! | „Flüchtlinge sollen die Möglichkeit bekommen, legal und sicher nach Europa einzureisen. Flüchtlinge dürfen kein Flugzeug betreten, denn bei abgelehnten Asylantrag wird das Transportunternehmen nach der EU RL 2001/51/EG und des Artikels 26, Paragraph 2, 3 des Schengener Besitzstandes mit Sanktionen in Höhe von mehreren 1000 Euro belegt. Diese Vorschriften stellen eine schmerzhafte Maßnahme gegenüber den Zugang von asylsuchenden Ausländern dar, da der Weg in die EU erschwert/unmöglich gemacht wird, obwohl sie politisch verfolgt sind. Wir fordern die Abschaffung beider Vorschriften.“ | Sammlung abgebrochen     |
| ECI(2016)000002    | 12. Sep. 2016  | 13. Sep. 2017  | People4Soil: Unterzeichnen Sie die Bürgerinitiative für den Bodenschutz in Europa! | „Boden ist eine entscheidende strategische Ressource Europas, da er die Ernährungssicherheit, die Erhaltung der biologischen Vielfalt und die Bekämpfung des Klimawandels gewährleistet. Es ist an der Zeit, die Böden Europas zu schützen.“ | Quorum verfehlt          |
| ECI(2016)000003    | 6. Okt. 2016   | 6. Okt. 2017   | More than Education – Bildung engagierter und verantwortungsbewusster Bürger | „Anreize, einschließlich Unterstützung und Beobachtung, zur Entwicklung der Staatsbürgerkunde in Lehrplänen auf allen Ebenen der formalen Bildung in ganz Europa mit dem Ziel der Schaffung eines demokratischen Bewusstseins bei den Bürgerinnen und Bürgern.“ | Quorum verfehlt          |
| ECI(2017)000001    | 11. Jan. 2017  | 11. Jan. 2018  | Europäische Bürgerinitiative: Europäisches Ausweisdokument für Freizügigkeit | „Universelles Ausweisdokument für alle Bürger in Europa zur Gewährleistung der Freizügigkeit. Im Hinblick auf ein besseres Funktionieren des freien Marktes im Interesse der Union und zur Erfüllung der Sorgfaltspflicht der EU gegenüber all ihren Bürgerinnen und Bürgern bitten wir die Kommission, ein Verfahren zu entwickeln, mit dem allen unbescholtenen Bürgern in Europa als Zeichen ihrer Rechtsstellung und ihres Rechts auf Freizügigkeit ein permanenter Ausweis in Form eines einheitlichen Laissez-passer-Dokuments gemäß Artikel 4 der Verordnung Nr. 1417/2013 des Rates oder in anderer Form ausgestellt werden kann.“ | Quorum verfehlt          |
| ECI(2017)000002    | 25. Jan. 2017  | 2. Juli 2017   | Verbot von Glyphosat und Schutz von Menschen und Umwelt vor giftigen Pestiziden | „Wir rufen die Europäische Kommission auf, den Mitgliedstaaten ein Verbot von Glyphosat vorzuschlagen, das Genehmigungsverfahren für Pestizide zu reformieren und EU-weit verbindliche Reduktionsziele für den Einsatz von Pestiziden festzulegen.“ | eingereicht & beschieden |
| ECI(2017)000003    | 27. März 2017  | 27. März 2018  | Unionsbürgerschaft für die Europäerinnen und Europäer: In Vielfalt geeint trotz Bodenrecht und Abstammungsrecht                                                                                       | „Art und der Zweck der Unionsbürgerschaft, insbesondere in Bezug auf die Staatsangehörigkeit. Austritt eines Mitgliedstaats aus der Union und seine Auswirkungen. Durch EU-Recht garantierte Bürgerrechte.“ | Quorum verfehlt          |
| ECI(2017)000004    | 3. Apr. 2017   | 3. Apr. 2018   | Minority SafePack - eine Million Unterschriften für die Vielfalt Europas | „Wir fordern die EU auf, den Schutz für Angehörige nationaler Minderheiten und Sprachminderheiten zu verbessern sowie die kulturelle und sprachliche Vielfalt in der Union zu stärken.“ | eingereicht & beschieden |
| ECI(2017)000005    | 2. Mai 2017    | 2. Mai 2018    | Erhalt der Unionsbürgerschaft | „Erhalt der in den EU-Verträgen vorgesehenen Unionsbürgerschaft fordert die Kommission im Hinblick auf den Erhalt des Rechts von Unionsbürgern, sich unter objektiven Bedingungen in Freiheit und Würde im Hoheitsgebiet der Mitgliedstaaten frei zu bewegen und aufzuhalten (Richtlinie 2004/38/EG), sowie zum Schutz der Unionsbürger davor, im Rahmen der Verhandlungen nach Artikel 50 EUV als Verhandlungsmasse missbraucht zu werden, dazu auf, einen Vorschlag zu unterbreiten, um all jenen, die ihr Recht auf Freizügigkeit bereits vor dem Austritt eines Mitgliedstaats aus der EU ausgeübt haben, sowie Angehörigen eines austretenden Staates, die ihren Status als Unionsbürger beibehalten möchten, weiterhin die Rechte zu gewähren, die sich aus der Unionsbürgerschaft ergeben.“ | Quorum verfehlt          |
| ECI(2017)000006    | 22. Mai 2017   | 22. Mai 2018   | Für die Verringerung der Lohnungleichheiten und wirtschaftlichen Unterschiede, die die EU auseinanderbrechen lassen!                                                                                  | „Rechtsakte, die klar die Absicht der EU zeigen, Lohnungleichheiten zwischen den Mitgliedstaaten zu beseitigen, und die – zur Erreichung dieses Ziels – einen stärkeren Zusammenhalt zwischen diesen Ländern vorsehen.“ | Quorum verfehlt          |
| ECI(2017)000008    | 10. Juli 2017  | 9. Juli 2018   | STOP TTIP | „Wir ersuchen die Europäische Kommission, dem Rat zu empfehlen, das Verhandlungsmandat für die Transatlantische Handels- und Investitionspartnerschaft (TTIP) aufzuheben und das umfassende Wirtschafts- und Handelsabkommen (CETA) nicht abzuschließen.“ | Sammlung abgebrochen     |
| ECI(2018)000001    | 15. Feb. 2018  | 15. Feb. 2019  | Wir sind ein gastfreundliches Europa, lasst uns helfen! | „Europas Regierungen haben Schwierigkeiten mit Migration umzugehen. Die meisten von uns wollen Menschen in Not helfen, weil uns das wichtig ist. Millionen haben sich bereits dafür eingesetzt, Geflüchtete zu unterstützen. Jetzt wollen wir gehört werden. Lasst uns ein gastfreundliches Europa zurückfordern!“ | Quorum verfehlt          |
| ECI(2018)000002    | 19. Juli 2018  | 19. Juli 2019  | Den Hunger aus der Welt schaffen, der 8 % der europäischen Bevölkerung betrifft | „Der Zugang zu Nahrung ist in der Allgemeinen Erklärung der Menschenrechte verankert. Die Europäische Union hatte 2016 das zweithöchste BIP weltweit, aber immer noch hungern Menschen in unserer Mitte. Ziel dieser Initiative ist es, die Regierungen dazu zu bewegen, das Hungerproblem anzugehen, das nach wie vor ein ernstes Anliegen darstellt.“ | Quorum verfehlt          |
| ECI(2018)000003    | 23. Juli 2018  | 23. Juli 2019  | Dauerhafte Unionsbürgerschaft | „Die Bürgerinnen und Bürger der EU wählen das Europäische Parlament und nehmen an dessen Arbeit teil. Auf diese Weise nehmen sie ihre Rechte aus den Europäischen Verträgen wahr und stärken die Unionsbürgerschaft wie auch die Demokratie in der Union.“ | Quorum verfehlt          |
| ECI(2018)000004    | 11. Sep. 2018  | 11. Sep. 2019  | End the Cage Age ‚Beendet das Käfigzeitalter‘ | „Hunderte Millionen von Nutztieren in der EU werden für den größten Teil ihres Lebens in Käfigen gehalten. Das verursacht großes Leid. Wir fordern die Europäische Kommission auf, diese unmenschliche Behandlung von Nutztieren zu beenden.“ | eingereicht & beschieden |
| ECI(2018)000005    | 27. Sep. 2018  | 27. Sep. 2019  | STOP BETRUG und Missbrauch von EU-MITTELN - durch bessere Kontrolle von Beschlüssen und der Durchführung sowie durch Sanktionen                                                                       | „Die europäischen Institutionen sollten befugt sein, in den Mitgliedstaaten, die sich nicht an der Europäischen Staatsanwaltschaft beteiligen, verstärkte (einschließlich ex-ante-) Kontrollen vorzusehen und strengere Sanktionen zu verhängen.“ | Quorum verfehlt          |
| ECI(2018)000006    | 2. Okt. 2018   | 2. Okt. 2019   | Eat ORIGINal! Unmask your food ‚Esst unverfälscht! Demaskiert Euer Essen‘ | „Wir fordern die Europäische Kommission auf, eine obligatorische Ursprungserklärung für alle Lebensmittel vorzuschreiben, um Betrug zu verhindern, die Gesundheit der Bevölkerung zu schützen und das Recht der Verbraucher auf Information zu garantieren.“ | Quorum verfehlt          |
| ECI(2018)000007    | 12. Nov. 2018  | 12. Nov. 2019  | Verpflichtende Kennzeichnung von Lebensmitteln als nicht-vegetarisch/vegetarisch/vegan | „Vegetarier und Veganer haben in der EU Schwierigkeiten, geeignete Lebensmittel als solche zu erkennen. Erst nach sorgfältiger Prüfung des Etiketts können wir feststellen, ob wir ein Lebensmittel kaufen können oder ob es nicht doch Zutaten enthält, deren Ursprung – pflanzlich oder tierisch – sich nicht zweifelsfrei feststellen lässt. Diese Spurensuche wird noch dadurch erschwert, dass die EU keine einheitliche Sprache hat. Darum schlagen wir die Einführung von Rechtsvorschriften zur Kennzeichnung aller Lebensmittel mit jeweils einem von drei einfachen Piktogrammen – nicht-vegetarisch, vegetarisch oder vegan – vor.“ | Quorum verfehlt          |
| ECI(2019)000001    | 20. Feb. 2019  | 20. Feb. 2020  | Eine intelligentere Regelung für das Dampfen! | „Wir fordern die EU Kommission auf, Artikel 20 der Richtlinie 2014/40/EU aufzuheben und maßgeschneiderte Rechtsvorschriften zu schaffen, die E-Zigaretten klar von Tabakerzeugnissen und Arzneimitteln abgrenzen.“ | Quorum verfehlt          |
| ECI(2019)000002    | 4. März 2019   | 4. März 2020   | Europe CARES - Inclusive Quality Education for Children with Disabilities | „Wir fordern die Kommission auf, einen Entwurf für einen gemeinsamen EU-Rahmen für inklusive Bildung auszuarbeiten, mit dem sichergestellt wird, dass kein Kind zurückgelassen wird, wenn es um Frühinterventionsdienste, Bildung und den Übergang zum Arbeitsmarkt geht.“ | Quorum verfehlt          |
| ECI(2019)000003    | 18. März 2019  | 21. Feb. 2020  | Housing for All ‚Wohnraum für Alle‘ | „Mit dieser Europäischen Bürgerinitiative sollen bessere rechtliche und finanzielle Rahmenbedingungen geschaffen werden, um Wohnen für alle Menschen in Europa zu ermöglichen.“ | Sammlung abgebrochen     |
| ECI(2019)000004    | 1. Apr. 2019   | 1. Okt. 2020   | #NewRightsNow — Mehr Rechte für „uberisierte“ Arbeitnehmer/innen | „Stärkung der Rechte „uberisierter“ Arbeitnehmer/innen, insbesondere in Form einer Verpflichtung für digitale Plattformen, den „Selbständigen“, die regelmäßig für sie tätig sind, ein Mindesteinkommen zu garantieren.“ | Quorum verfehlt          |
| ECI(2019)000005    | 8. Apr. 2019   | 8. Okt. 2020   | Achtung der Rechtsstaatlichkeit in der Europäischen Union | „Einführung einer objektiven und unparteiischen Methode, mit der überprüft werden kann, ob alle Mitgliedstaaten die Werte der Europäischen Union achten.“ | Quorum verfehlt          |
| ECI(2019)000006    | 6. Mai 2019    | 6. Mai 2021    | Klimawandel schnell, fair und wirksam stoppen | „Natur- und Wirtschaftswissenschaftler sind sich einig: Verschmutzer bezahlen lassen und Haushalte mit dem Gewinn unterstützen – diese Rechnung geht auf!“ | Quorum verfehlt          |
| ECI(2019)000008    | 8. Mai 2019    | 20. Apr. 2020  | PRO-NUTRISCORE | „Wir fordern die Europäische Kommission auf, die vereinfachte Kennzeichnung „Nutriscore“ für Lebensmittel vorzuschreiben, um eine hochwertige Nährwertinformation für die europäischen Verbraucherinnen und Verbraucher bereitzustellen und ihre Gesundheit zu schützen.“ | Sammlung abgebrochen     |
| ECI(2019)000009    | 10. Mai 2019   | 10. Mai 2021   | Abschaffung der Steuerbefreiung für Flugzeugtreibstoff | „Wir fordern die Europäische Kommission auf, den Mitgliedstaaten die Einführung einer Steuer auf Flugzeugtreibstoff (Kerosin) vorzuschlagen. Der Luftverkehrssektor genießt Steuervorteile, obwohl er eine der am schnellsten wachsenden Ursachen von Treibhausgasemissionen ist.“ | Quorum verfehlt          |
| ECI(2019)000010    | 27. Mai 2019   | 2. Feb. 2020   | Rettet die Bienen! Schutz der Artenvielfalt und Verbesserung der Lebensräume von Insekten in Europa                                                                                                   | „Wir brauchen Insekten für unsere Ökosysteme sowie für die Sicherung unserer Ernährung. Die Kommission muss Rechtsvorschriften erlassen, um Lebensräume für Insekten als Indikatoren einer intakten Umwelt zu erhalten und verbessern.“ | Sammlung abgebrochen     |
| ECI(2019)000011    | 22. Juli 2019  | 22. Juli 2021  | Ein Preis für CO2 zur Bekämpfung des Klimawandels | „Wir fordern die Europäische Kommission auf, ein EU-Gesetz vorzulegen, mit dem fossile Brennstoffe zurückgedrängt und sowohl Energiesparmaßnahmen als auch erneuerbare Energiequellen gefördert werden, damit die Erderwärmung gestoppt und der Temperaturanstieg auf 1,5° C zu begrenzt wird.“ | Quorum verfehlt          |
| ECI(2019)000012    | 25. Juli 2019  | 25. Juli 2021  | Fortschritt pflanzen: Weil unsere Nutzpflanzen zählen! | „Die Richtlinie 2001/18/EG ist veraltet. Als Studierende der Naturwissenschaften halten wir es für wichtig, die in der Richtlinie vorgesehene derzeitige Ausnahmeregelung zu überarbeiten, speziell in Bezug auf neue Pflanzenzüchtungsverfahren (NPBT).“ | Quorum verfehlt          |
| ECI(2019)000013    | 26. Juli 2019  | 13. März 2020  | Mettons fin à l'ère du plastique en Europe (Lasst uns das Plastikzeitalter in Europa beenden) | „Wir fordern die Europäische Kommission auf, die Richtlinie über die Auswirkungen bestimmter Kunststoffe auf die Umwelt so zu ändern, dass Einweg-Plastik in Europa verboten wird.“ | Quorum verfehlt          |
| ECI(2019)000014    | 12. Sep. 2019  | 12. Sep. 2021  | Korruption in der EU an der Wurzel packen: Kein Geld für Länder, deren Justiz auch nach Fristablauf noch ineffizient ist                                                                              | „Einführung einer festen 10-Jahres-Frist nach dem Beitritt für die automatische Aussetzung von Zahlungen aus den Struktur- und Kohäsionsfonds an neu beigetretene Länder bis zur Aufhebung der Kontrolle ihres Justizsystems.“ | Quorum verfehlt          |
| ECI(2019)000015    | 23. Sep. 2019  | 23. Sep. 2021  | Maßnahmen zur Bekämpfung der Klimakrise | „Wir rufen die Europäische Kommission auf, die EU-Maßnahmen zur Bekämpfung der Klimakrise anzupassen, um eine maximale Erwärmung von 1,5 °C nicht zu überschreiten. Dazu bedarf es ambitionierterer Ziele und erhöhter finanzieller Ressourcen für den Klimaschutz.“ | Quorum verfehlt          |
| ECI(2019)000016    | 30. Sep. 2019  | 30. Sep. 2021  | Bienen und Bauern retten! Eine bienenfreundliche Landwirtschaft für eine gesunde Umwelt | „Um die Bienen und die Gesundheit der Menschen zu schützen, fordern wir die Kommission auf, den Einsatz synthetischer Pestizide bis 2035 schrittweise zu beenden und die Landwirte bei der Umstellung zu unterstützen.“ | eingereicht & beschieden |
| ECI(2020)000001    | 31. Jan. 2020  | 31. Jan. 2021  | Stop Finning – Stop the Trade (Abtrennen von Flossen und Handel damit stoppen) | „Obwohl das Abtrennen von Flossen an Bord von EU-Schiffen und in EU-Gewässern verboten ist und Haie mit natürlichen Flossen angelandet werden müssen, gehört die EU zu den größten Exporteuren von Flossen und ist ein bedeutender Transitknotenpunkt für den weltweiten Handel mit Flossen.“ | eingereicht & beschieden |
| ECI(2020)000002    | 31. Aug. 2020  | 11. Juni 2022  | WÄHLERINNEN UND WÄHLER OHNE GRENZEN – uneingeschränkte politische Rechte für die Bürgerinnen und Bürger der EU                                                                                        | „Wir fordern Reformen zur Stärkung des aktiven und passiven Wahlrechts der Unionsbürgerinnen und -bürger bei den Wahlen zum Europäischen Parlament und den Kommunalwahlen in ihrem Wohnsitzland sowie neue Rechtsvorschriften zur Ausweitung des Wahlrechts auf regionale und nationale Wahlen und Referenden.“ | Quorum verfehlt          |
| ECI(2020)000003    | 25. Sep. 2020  | 25. Juni 2022  | Bedingungslose Grundeinkommen (BGE) in der gesamten EU | „Unser Ziel ist es, als Grundlage für die Existenzsicherung und die gesellschaftliche Teilhabe jedes Menschen im Rahmen der EU-Wirtschaftspolitik bedingungslose Grundeinkommen in der gesamten EU einzuführen. Dieses Ziel soll unter Wahrung der der EU durch die Verträge übertragenen Zuständigkeiten erreicht werden.“ | Quorum verfehlt          |
| ECI(2020)000004    | 11. Sep. 2018  | 11. Sep. 2019  | Freier Austausch | „Legalisierung der gemeinsamen, zu persönlichen und gemeinnützigen Zwecken über digitale Netze erfolgenden Nutzung von Dateien, die urheberrechtlich, durch verwandte Schutzrechte und durch spezifische Datenbankrechte geschützte Werke und sonstige Materialien enthalten, um ein Gleichgewicht zwischen den Rechten der Urheber und anderer Rechteinhaber und dem universellen Recht auf Wissenschaft und Kultur herzustellen.“ | Sammlung abgebrochen     |
| ECI(2020)000005    | 30. Nov. 2020  | 1. Aug. 2022   | Recht auf Behandlung | „Aus Pandemien sollte kein Profit erwachsen. Wir wollen einen Impfstoff und Behandlung für alle, da angesichts einer Pandemie alle das Recht auf Heilbehandlung haben. Eine kollektive Bedrohung erfordert eine gemeinsame Reaktion. Forscher/innen auf der ganzen Welt entwickeln Impfstoffe und Behandlungen, oftmals mithilfe riesiger Summen öffentlicher Gelder. Es sollte nicht zugelassen werden, dass Rechte des geistigen Eigentums wie Patente der raschen allgemeinen Verfügbarkeit von Impfstoffen und Therapien entgegenstehen.“ | Quorum verfehlt          |
| ECI(2021)000001    | 17. Feb. 2021  | 1. Aug. 2022   | Zivilgesellschaftliche Initiative für ein Verbot biometrischer Massenüberwachung | „Wir fordern die Europäische Kommission auf, den Einsatz biometrischer Technologien streng zu regeln, um jegliche unzulässige Eingriffe in die Grundrechte zu verhindern. Insbesondere fordern wir die Kommission auf, die unterschiedslose oder stichprobenartige Verwendung biometrischer Daten, die zu einer unrechtmäßigen Massenüberwachung führen kann, in Gesetz und Praxis zu verbieten.“ | Quorum verfehlt          |
| ECI(2021)000002    | 4. Okt. 2021   | 4. Okt. 2022   | Beamtenaustauschprogramm (Civil Servant Exchange Program) (CSEP) | „Als europäische Studierende und künftige Beamtinnen und Beamte sind wir der Ansicht, dass der Austausch nicht mit dem Abschluss des Studiums enden darf. Daher schlagen wir die Einrichtung des „Civil Servant Exchange Program“ (CSEP) vor, eines Austausch- und Fortbildungsprogramms für Beamtinnen und Beamte aus den Mitgliedstaaten der Europäischen Union.“ | Quorum verfehlt          |
| ECI(2021)000003    | 26. Mai 2021   | 1. Aug. 2022   | „Begrünte Dachflächen“ („Green Garden Roof Tops“) | „Dazu sollen die Dachflächen verschiedener großer Unternehmen begrünt und zu Gartenflächen umgewandelt werden. Auf diese Weise könnten die bisher nicht genutzten Dächer zur Verringerung der Umweltkrise beitragen.“ | Quorum verfehlt          |
| ECI(2021)000004    | 4. Okt. 2021   | 4. Okt. 2022   | Verbot der Werbung für fossile Brennstoffe und des Sponsorings im Bereich fossiler Brennstoffe | „Wir fordern die Europäische Kommission auf, einen EU-Rechtsakt vorzuschlagen, mit dem Werbung für fossile Brennstoffe [...] verboten wird.“ | Quorum verfehlt          |
| ECI(2021)000005    | 23. Juli 2021  | 23. Juli 2022  | Europäischer EcoScore (European EcoScore) | „Angesichts der ehrgeizigen Ziele des europäischen Grünen Deals und des Übereinkommens von Paris fordern wir die Europäische Kommission auf, einen verlässlichen „europäischen EcoScore“ vorzuschreiben. Dabei handelt es sich um ein Etikett, über das den europäischen Verbraucherinnen und Verbrauchern transparente Informationen über die Umweltauswirkungen von Produkten bereitgestellt werden, die auf dem Markt der Europäischen Union hergestellt oder verkauft werden.“ | Quorum verfehlt          |
| ECI(2021)000006    | 31. Aug. 2021  | 31. Aug. 2022  | Für den Schutz kosmetischer Mittel ohne Tierquälerei und ein Europa ohne Tierversuche | „Die Europäische Kommission muss das Verbot von Tierversuchen und den Übergang zu tierversuchsfreien Verfahren für die Sicherheitsbewertung aufrechterhalten und verstärken.“ | eingereicht & beschieden |
| ECI(2021)000007    | 19. Nov. 2021  | 19. Nov. 2022  | ReturnthePlastics: Eine Bürgerinitiative zur Einführung eines EU-weiten Pfandsystems für das Recycling von Plastikflaschen                                                                            | „Mit der Europäischen Bürgerinitiative #ReturnthePlastics fordern wir die Europäische Kommission zu folgenden Schritten auf: 1. Einführung eines EU-weiten Pfandsystems für das Recycling von Plastikflaschen 2. Anreize schaffen, damit alle EU-Mitgliedstaaten dafür sorgen, dass Supermärkte (bzw. Supermarktketten), die Plastikflaschen verkaufen, Leergutautomaten für das Recycling von Kunststoffflaschen aufstellen, die vom Verbraucher gekauft und verwendet wurden 3. Entrichtung einer Kunststoffabgabe für das Recycling- und Pfandsystem der Plastikflaschen durch die Plastikflaschenhersteller (im Einklang mit dem Verursacherprinzip)“ | Quorum verfehlt          |
| ECI(2021)000008    | 20. Feb. 2022  | 20. Feb. 2023  | Gewährleistung einer mit den EU-Verträgen und dem Völkerrecht im Einklang stehenden gemeinsamen Handelspolitik                                                                                        | „Wir wollen die Regulierung des Geschäftsverkehrs mit Unternehmen des Besatzers erreichen, die in besetzten Gebieten ansässig oder tätig sind, indem verhindert wird, dass Waren, die ihren Ursprung in den besetzten Gebieten haben, auf den EU-Markt gelangen.“ | Quorum verfehlt          |
| ECI(2021)000009    | 1. März 2022   | 1. März 2023   | Stop (((5G))) – Stay Connected but Protected (Vernetzt, trotzdem geschützt) | „Die 5G-Einführung gefährdet unsere Rechte auf eine gesunde Umwelt, Freiheit und Privatsphäre. Wir fordern die Kommission auf, Rechtsvorschriften zum Schutz der Bürger und der Umwelt vor diesen Bedrohungen vorzulegen.“ | Quorum verfehlt          |
| ECI(2021)000010    | 7. Dez. 2021   | 7. Dez. 2022   | Aufruf zum Handeln – Umweltschutz in allen Politikbereichen | „Die Kommission muss die Lebensqualität der Europäerinnen und Europäer schützen und verbessern und gleichzeitig die Artenvielfalt und die gesamte natürliche Umwelt schützen. Daher muss die Kommission einen Rechtsakt bzw. eine Empfehlung vorlegen, der bzw. die zu einem besseren Verständnis und einer besseren Einhaltung der Umweltschutzmaßnahmen in den EU-Mitgliedstaaten führt.“ | Quorum verfehlt          |
| ECI(2021)000011    | 9. Feb. 2022   | 9. Feb. 2023   | Green VAT – Grüne MwSt – eine grüne EU-MwSt zur Förderung umweltfreundlicher Produkte und Dienstleistungen                                                                                            | „Senkung des Mehrwertsteuersatzes für umweltfreundliche Produkte und Dienstleistungen.“ | Quorum verfehlt          |
| ECI(2022)000001    | 13. März 2022  | 13. März 2023  | 'Win It On The Pitch' (Sport soll Sport bleiben) | „Empfehlung des Rates zum Schutz des Sportmodells in Europa auf der Grundlage von Werten, Solidarität, Nachhaltigkeit und offenen Wettkämpfen.“ | Quorum verfehlt          |
| ECI(2022)000002    | 18. Mai 2022   | 1. März 2023   | Fur Free Europe (Pelzfreies Europa) | „In Anlehnung an die Forderungen vieler Mitgliedstaaten, fordern wir – die Bürger/innen der EU – die Kommission dazu auf, EU-weit ein Verbot folgender Aktivitäten einzuführen: - Haltung und Tötung von Tieren ausschließlich oder hauptsächlich zur Pelzgewinnung - Inverkehrbringen von Pelz von Zuchttieren und von Produkten, die solchen Pelz enthalten“ | eingereicht & beschieden |
| ECI(2022)000003    | 5. Juni 2022   | 6. Juni 2023   | End The Slaughter Age (Schluss mit der Schlachtung von Tieren) | „1 – Ausschluss der Tierhaltung von den Tätigkeiten, die für Agrarsubventionen in Betracht kommen, und Aufnahme ethischer und ökologischer Alternativen, wie z. B. zelluläre Landwirtschaft und Pflanzenproteine. 2 – Anreize für die Erzeugung und den Verkauf von pflanzlichen Erzeugnissen und Erzeugnissen der zellulären Landwirtschaft.“ | Quorum verfehlt          |
| ECI(2022)000004    | 19. Juli 2022  | 19. Juli 2023  | Good Clothes, Fair Pay (Hochwertige Kleidung, faire Löhne) | „Wir fordern die Europäische Kommission auf, Rechtsvorschriften vorzuschlagen, mit denen Unternehmen, die in der Bekleidungs- und Schuhindustrie tätig sind, verpflichtet werden, in Bezug auf existenzsichernde Löhne in ihrer Lieferkette ihrer Sorgfaltspflicht nachzukommen.“ | Quorum verfehlt          |
| ECI(2022)000005    | 16. Jan. 2023  | 30. Dez. 2023  | Aufruf zur Verwirklichung einer tabakfreien Umgebung und der ersten tabakfreien Generation Europas bis 2030                                                                                           | „Die Tabakpandemie ist die wichtigste vermeidbare Todesursache. Zigarettenstummel an den Stränden schädigen Ozeane und Meerestiere, in Wäldern verursachen sie Brände und sie kontaminieren Böden und Gewässer. Deshalb müssen wir energisch gegen die Umweltgefährdung durch Zigarettenstummel vorgehen und das Rauchen bekämpfen.“ | Sammlung abgebrochen     |
| ECI(2022)000006    | 30. Sep. 2022  | 27. Feb. 2023  | Installation einer 1-kW-Photovoltaik-Anlage und einer 0,6-kW-Windkraftanlage auf jedem europäischen Haus, finanziert durch EU-Mittel, die in alleiniger Verantwortung der Gemeinden verwaltet werden. | „Drei Photovoltaikpaneele und 0,6-kW-Windkraftanlagen mit Wechselrichtern, die durch EU-Mittel für jeden Haushalt in der Union und assoziierten Ländern (z. B. MD) finanziert werden.“ | Sammlung abgebrochen     |
| ECI(2022)000007    | 2. Nov. 2022   | 3. Nov. 2023   | Bewahrt das ländliche Erbe, die Ernährungssicherheit und die Lebensmittelversorgung in der EU | „Mit dieser Europäischen Bürgerinitiative wird die EU aufgefordert, ihre Verpflichtungen im Hinblick auf den ländlichen Raum zu überholen, um der Notwendigkeit einer größeren Ernährungssicherheit, der Versorgung mit landwirtschaftlichen Rohstoffen und des Schutzes der ländlichen Lebensweise – ihrer Bevölkerung, ihrer Werte und ihrer Lebensgrundlagen – Rechnung zu tragen.“ | Quorum verfehlt          |
| ECI(2022)000008    | 27. Okt. 2022  | 28. Okt. 2023  | Umgang mit spezifischen Lernstörungen auf EU-Ebene | „Mit dieser Initiative soll Menschen mit spezifischen Lernstörungen (d. h. Legasthenie, Dyskalkulie, Dysgraphie) der Zugang zu Bildung erleichtert werden.“ | Quorum verfehlt          |
| ECI(2022)000009    | 5. Apr. 2023   | 5. Apr. 2024   | Europäische Bürgerinitiative für VEGANE MAHLZEITEN | „Die Europäische Bürgerinitiative für VEGANE MAHLZEITEN will erreichen, dass an allen privaten und öffentlichen Orten in Europa, an denen Essen und Getränke verkauft werden, auch ausdrücklich stets eine vegane Alternative angeboten wird.“ | Quorum verfehlt          |
| ECI(2022)000010    | 20. Apr. 2023  | 20. Apr. 2024  | Europäischer Tag „Whatever it Takes“ | „Aufforderung an die Europäische Kommission, einen Europäischen „Whatever it Takes“-Tag zur Erinnerung an den 26.7.2012 auszurufen und auf diese Weise das kluge institutionelle Handeln und die wegweisenden Fähigkeiten der Unionsorgane während der großen Rezession zu würdigen.“ | Quorum verfehlt          |
| ECI(2023)000001    | 10. Juli 2023  | 10. Juli 2024  | Artikel 4: Folter und unmenschliche Behandlungen an den europäischen Grenzen stoppen | „Im Zusammenhang mit den gemeinsamen Zuständigkeiten der EU im Bereich „Justiz, Freiheit, Sicherheit“, in dessen Rahmen insbesondere Artikel 78 AEUV auf die entsprechenden politischen Verantwortlichkeiten bezüglich der Grenzkontrollen, des Asyls und der Einwanderung verweist, fordern wir die Ergreifung von geeigneten normativen Instrumenten, um eine wirksame Anwendung des Artikels 4 der Charta der Grundrechte der Europäischen Union zu gewährleisten.“ | Quorum verfehlt          |
| ECI(2023)000002    | 14. Apr. 2023  | 14. Apr. 2024  | Gewährleistung einer menschenwürdigen Aufnahme von Migranten in Europa | „In Anlehnung an die Forderungen vieler Mitgliedstaaten, fordern wir – die Bürger/innen der EU – die Kommission dazu auf, EU-weit ein Verbot folgender Aktivitäten einzuführen: - Haltung und Tötung von Tieren ausschließlich oder hauptsächlich zur Pelzgewinnung - Inverkehrbringen von Pelz von Zuchttieren und von Produkten, die solchen Pelz enthalten“ | Quorum verfehlt          |
| ECI(2023)000003    | 21. Sep. 2023  | 18. Sep. 2024  | End The Horse Slaughter Age – Schluss mit der Schlachtung von Pferden | „Die Europäische Bürgerinitiative „End The Horse Slaughter Age“ fordert ein Gesetz zum Verbot der Schlachtung von Pferden, einschließlich des Verbots ihrer Zucht und ihrer Ausfuhr zur Herstellung von Fellen, Leder und Fleisch sowie zur Herstellung von Arzneimitteln oder anderen Stoffen.“ | Sammlung abgebrochen     |
| ECI(2023)000004    | 30. Mai 2023   | 31. Mai 2024   | Vernetzung aller europäischen Hauptstädte und Menschen über ein Hochgeschwindigkeitsbahnnetz | „Wir wollen alle europäischen Hauptstädte durch Hochgeschwindigkeitsbahnlinien vernetzen. Die Europäische Kommission wird aufgefordert, so schnell wie möglich einen Vorschlag für einen verbindlichen Rechtsakt zur Schaffung eines europäischen Hochgeschwindigkeitsbahnnetzes vorzulegen.“ | Quorum verfehlt          |
| ECI(2023)000005    | 17. Nov. 2023  | 26. März 2024  | Wirksame Umsetzung des Präzedenzfallkonzepts in den Mitgliedstaaten | „Wir bitten die Europäische Kommission, den Mitgliedstaaten die Einführung eines Mechanismus auf nationaler Ebene zur gegenseitigen Anerkennung rechtskräftiger Urteile von Gerichten anderer Mitgliedstaaten sowie der Möglichkeit der Berufung auf nationale Präzedenzfälle der Gerichte des fraglichen Landes vorzuschlagen.“ | Sammlung abgebrochen     |
| ECI(2024)000003    | –              | 20. Mai 2024   | European Cannabis Initiative ‚Europäische Cannabis Initiative‘ | „Die Europäische Kommission wird dazu aufgefordert eine transeuropäische Bürgerversammlung zu politischen Strategien zu Cannabis in einem größeren Kontext einzuberufen.“ | Sammlung abgebrochen     |

## Nicht zugelassene Bürgerinitiativen
Die nachfolgende Tabelle führt Europäische Bürgerinitiativen auf, die nicht zur Sammlung zugelassen wurden, da ihr Anliegen außerhalb der Zuständigkeit der Europäischen Kommission liegt.
| Datum der Ablehnung | Titel |
| ------------------- | --- |
| 30. Mai 2012        | My voice against nuclear power ‚Meine Stimme gegen Atomkraft‘ |
| 30. Mai 2012        | Recommend singing the European Anthem in Esperanto ‚Empfehlung die Europahymne in Esperanto zu singen‘ |
| 30. Mai 2012        | Fortalecimiento de la participación ciudadana en la toma de decisiones sobre la soberanía colectiva ‚Stärkung der Bürgerbeteiligung bei der Entscheidungsfindung von kollektiver Souveränität‘                                                       |
| 19. Juli 2012       | Abolición en Europa de la tauromaquia y la utilización de toros en fiestas de crueldad y tortura por diversión ‚Abschaffung des Stierkampfes in Europa und der grausamen Nutzung und Folter von Stieren bei Vergnügungsfesten‘                       |
| 6. Sep. 2012        | One million signatures for a „A Europe of Solidarity“ ‚Eine Million Unterschriften für „Ein Europa der Solidarität“‘ |
| 6. Sep. 2012        | Création d’une Banque publique européenne axée sur le développement social, écologique et solidaire ‚Schaffung einer öffentlichen europäischen Bank zur sozialen, ökologischen und solidarischen Entwicklung‘                                        |
| 6. Sep. 2012        | Unconditional Basic Income ‚Bedingungsloses Grundeinkommen‘ |
| 31. Jan. 2013       | Enforcing selfdetermination Human Right in the EU ‚Durchsetzung des Menschenrechts auf Selbstbestimmung in der EU‘ |
| 18. Juli 2013       | Ensemble pour une Europe sans prostitution légalisée ‚Zusammenschluss für ein Europa ohne legale Prostitution‘ |
| 25. Juli 2013       | Stop cruelty for animals ‚Stoppt die Grausamkeit gegenüber Tieren‘ |
| 29. Okt. 2013       | To hold an immediate EU Referendum on public confidence in European Government’s (EG) competence. ‚Zur unverzüglichen Abhaltung eines Referendums über das öffentliche Vertrauen in die Kompetenz der Europäischen Regierungen‘                      |
| 5. Nov. 2013        | Right to Lifelong Care: Leading a life of dignity and independence is a fundamental right! ‚Recht auf lebenslange Fürsorge: Ein Leben in Würde und Unabhängigkeit zu führen ist ein grundlegendes Recht!‘                                            |
| 23. Jan. 2014       | A new EU legal norm, self-abolition of the European Parliament and its structures, must be immediately adopted ‚Eine neue EU Rechtsnorm zur Selbstabschaffung des Europäischen Parlaments und seiner Strukturen muss unverzüglich angenommen werden‘ |
| 23. Jan. 2014       | The Supreme Legislative & Executive Power in the EU must be the EU Referendum as an expression of direct democracy ‚Die Oberste Gesetzgebende und Ausführende Gewalt in der EU muss ein EU-Plebiszit als AUsdruck der Direkten Demokratie sein‘      |
| 6. Nov. 2013        | Our concern for insufficient help to pet and stray animals in the European Union ‚Unsere Sorge über unzureichende Hilfe für Haustiere und streunende Tiere in der Europäischen Union‘                                                                |
| 27. März 2014       | Ethics for Animals and Kids ‚Ethik im Umgang mit Tieren und Kindern‘ |
| 6. Aug. 2014        | Vite l'Europe sociale! Pour un nouveau critère européen contre la pauvreté ‚Es lebe das soziale Europa! Für neue europäischen Maßstäbe gegen Armut‘                                                                                                  |
| 22. März 2017       | Stop Brexit ‚Stoppt den Brexit‘ |
| 21. März 2018       | British friends – stay with us in EU ‚Britische Freunde – bleibt mit uns in der EU‘ |
| 28. Nov. 2018       | EU wide referendum whether the European Citizens want the United Kingdom to remain or to leave! ‚Ein EU-weites Referendum darüber ob die Europäischen Bürger wollen, dass das Vereinigte Königreich bleibt oder [die EU] verlässt!‘                  |
| 30. Apr. 2019       | Stopping trade with Israeli settlements operating in the Occupied Palestinian Territory ‚Stoppt den Handel mit israelischen Siedlungen in den besetzten Palästinensergebieten‘                                                                       |
| 3. Juli 2019        | Derecho de la Unión, derechos de las minorías y democratizacíon de las instituciones Españolas ‚EU-Recht, Minderheitenrechte und Demokratisierung der spanischen Institutionen‘                                                                      |
| 14. Dez. 2021       | Iniciativa EVE para la creacion del derecho de decision ‚EVE-Initiative für die Schaffung eines Entscheidungsrechts‘ |

### Zugelassene Bürgerinitiativen
1. ↑  Stop Extremism. Generalsekretariat der Europäischen Kommission, abgerufen am 6. Oktober 2024.
2. ↑  Kohäsionspolitik für die Gleichstellung der Regionen und die Erhaltung der regionalen Kulturen. Generalsekretariat der Europäischen Kommission, abgerufen am 6. Oktober 2024.
3. ↑  Einführung einer Vermögenssteuer zur Finanzierung des ökologischen und sozialen Wandels. Generalsekretariat der Europäischen Kommission, abgerufen am 6. Oktober 2024.
4. ↑  Erhaltung und Entwicklung der ukrainischen Kultur, Bildung, Sprache und Traditionen in den EU-Staaten. Generalsekretariat der Europäischen Kommission, abgerufen am 6. Oktober 2024.
5. ↑  EU Live Bus Stop Info (Echtzeit-Informationen an Bushaltestellen in der EU). Generalsekretariat der Europäischen Kommission, abgerufen am 6. Oktober 2024.
6. ↑  „Trust and Freedom“ (Vertrauen und Freiheit). Generalsekretariat der Europäischen Kommission, abgerufen am 6. Oktober 2024.
7. ↑  „Ich werde Europäer: eine EBI zur Verknüpfung von Staatsbürgerschaft und Unionsbürgerschaft“. Generalsekretariat der Europäischen Kommission, abgerufen am 6. Oktober 2024.
8. ↑  Errichtung einer Europäischen Umweltbehörde. Generalsekretariat der Europäischen Kommission, abgerufen am 6. Oktober 2024.
9. ↑  Verbot von Konversionsmaßnahmen in der Europäischen Union. Generalsekretariat der Europäischen Kommission, abgerufen am 6. Oktober 2024.
10. ↑  Europäische Bürgerinitiative zum Schutz der Landwirtschaft und der ländlichen Wirtschaft in Europa. Abgerufen am 6. Oktober 2024.
11. ↑  My Voice, My Choice: Für einen Zugang zu sicheren Abtreibungen. Abgerufen am 6. Oktober 2024.
12. ↑  Den Planeten retten – Arbeit steuerlich entlasten und Treibhausgasemissionen stärker besteuern. Generalsekretariat der Europäischen Kommission, abgerufen am 6. Oktober 2024.
13. ↑  Air-Quotas. Generalsekretariat der Europäischen Kommission, abgerufen am 6. Oktober 2024.
14. ↑  Stop Destroying Videogames (Videospielzerstörung stoppen). Generalsekretariat der Europäischen Kommission, abgerufen am 6. Oktober 2024.
15. ↑  Stop Cruelty Stop Slaughter (Tierquälerei und Schlachtungen stoppen). Generalsekretariat der Europäischen Kommission, abgerufen am 6. Oktober 2024.
16. ↑  STOP FAKE FOOD: ORIGIN ON LABEL (Stoppt gefälschte Lebensmittel – Ursprungsangaben auf dem Etikett). Generalsekretariat der Europäischen Kommission, abgerufen am 6. Oktober 2024.
17. ↑  EBI für ein wasserintelligentes und -resilientes Europa. Generalsekretariat der Europäischen Kommission, abgerufen am 6. Oktober 2024.
18. ↑  PsychedeliCare. Generalsekretariat der Europäischen Kommission, abgerufen am 6. Oktober 2024.
19. ↑  Fraternité 2020 - Mobilität. Fortschritt. Europa. Generalsekretariat der Europäischen Kommission, abgerufen am 6. Oktober 2024.
20. ↑  Single Communication Tariff Act. Generalsekretariat der Europäischen Kommission, abgerufen am 6. Oktober 2024.
21. ↑  Wasser und sanitäre Grundversorgung sind ein Menschenrecht! Wasser ist ein öffentliches Gut und keine Handelsware! Generalsekretariat der Europäischen Kommission, abgerufen am 6. Oktober 2024.
22. ↑  EU-Richtlinie für den Schutz von Milchkühen. Generalsekretariat der Europäischen Kommission, abgerufen am 6. Oktober 2024.
23. ↑  Einer von uns. Generalsekretariat der Europäischen Kommission, abgerufen am 6. Oktober 2024.
24. ↑  Let me vote. Generalsekretariat der Europäischen Kommission, abgerufen am 6. Oktober 2024.
25. ↑  Stop Vivisection. Generalsekretariat der Europäischen Kommission, abgerufen am 6. Oktober 2024.
26. ↑  Qualitativ hochwertige europäische Schulbildung für alle. Generalsekretariat der Europäischen Kommission, abgerufen am 6. Oktober 2024.
27. ↑  Moratorium für eine verantwortungsvolle Verwertung/Behandlung und Entsorgung von Abfällen (Abfallwirtschaft). Generalsekretariat der Europäischen Kommission, abgerufen am 6. Oktober 2024.
28. ↑  Aussetzung des Energie- und Klimapakets der EU. Generalsekretariat der Europäischen Kommission, abgerufen am 6. Oktober 2024.
29. ↑  Central public online collection platform for the European Citizen Initiative. Generalsekretariat der Europäischen Kommission, abgerufen am 6. Oktober 2024.
30. ↑  Stoppen wir den Ökozid in Europa: Eine Bürgerinitiative, um der Erde Rechte zu verleihen. Generalsekretariat der Europäischen Kommission, abgerufen am 6. Oktober 2024.
31. ↑  Europäische Bürgerinitiative für Medienpluralismus. Generalsekretariat der Europäischen Kommission, abgerufen am 6. Oktober 2024.
32. ↑  30km/h – macht die Straßen lebenswert! Generalsekretariat der Europäischen Kommission, abgerufen am 6. Oktober 2024.
33. ↑  Kündigung Personenfreizügigkeit Schweiz. Generalsekretariat der Europäischen Kommission, abgerufen am 6. Oktober 2024.
34. ↑  Single Communication Tariff Act. Generalsekretariat der Europäischen Kommission, abgerufen am 6. Oktober 2024.
35. ↑  "Bedingungsloses Grundeinkommen“ (BGE) - Erforschung eines Weges zu emanzipatorischen sozialstaatlichen Rahmenbedingungen in der EU. Generalsekretariat der Europäischen Kommission, abgerufen am 7. Oktober 2024.
36. ↑  Stoppen wir den Ökozid in Europa: Eine Bürgerinitiative, um der Erde Rechte zu verleihen. Generalsekretariat der Europäischen Kommission, abgerufen am 7. Oktober 2024.
37. ↑  Let me vote. Generalsekretariat der Europäischen Kommission, abgerufen am 7. Oktober 2024.
38. ↑  ACT 4 Growth. Generalsekretariat der Europäischen Kommission, abgerufen am 7. Oktober 2024.
39. ↑  Teach for Youth -- Upgrade to Erasmus 2.0. Generalsekretariat der Europäischen Kommission, abgerufen am 7. Oktober 2024.
40. ↑  Zählt Bildungsausgaben nicht als Teil des Defizits! Bildung ist eine Investition! Generalsekretariat der Europäischen Kommission, abgerufen am 7. Oktober 2024.
41. ↑  Europäische Bürgerinitiative (EBI) für Medienpluralismus. Generalsekretariat der Europäischen Kommission, abgerufen am 7. Oktober 2024.
42. ↑  Weed like to talk. Generalsekretariat der Europäischen Kommission, abgerufen am 7. Oktober 2024.
43. ↑  Europäische Initiative Freies Dampfen. Generalsekretariat der Europäischen Kommission, abgerufen am 7. Oktober 2024.
44. ↑  Turn me Off! Generalsekretariat der Europäischen Kommission, abgerufen am 6. Oktober 2024.
45. ↑  MOVEUROPE. Generalsekretariat der Europäischen Kommission, abgerufen am 6. Oktober 2024.
46. ↑  NEW DEAL 4 EUROPE - EIN EUROPÄISCHES SONDERPROGRAMM ZUR NACHHALTIGEN ENTWICKLUNG UND BESCHÄFTIGUNG. Generalsekretariat der Europäischen Kommission, abgerufen am 6. Oktober 2024.
47. ↑  SCHLUSS MIT SCHEINFIRMEN IM KAMPF FÜR EIN GERECHTERES EUROPA. Generalsekretariat der Europäischen Kommission, abgerufen am 6. Oktober 2024.
48. ↑  Für ein soziales Europa! Für eine verstärkte Zusammenarbeit der EU-Mitgliedstaaten bei der Bekämpfung von Armut in Europa. Generalsekretariat der Europäischen Kommission, abgerufen am 6. Oktober 2024.
49. ↑  "Mitgehört“. Generalsekretariat der Europäischen Kommission, abgerufen am 6. Oktober 2024.
50. ↑  "Fairer Transport in Europa – Gleichbehandlung aller Verkehrsbeschäftigten". Generalsekretariat der Europäischen Kommission, abgerufen am 6. Oktober 2024.
51. ↑  STOP PLASTIC IN THE SEA. Generalsekretariat der Europäischen Kommission, abgerufen am 6. Oktober 2024.
52. ↑  Vi vill att WHO:s rekommendationer efterföljs. Cannabis ska bli avkriminaliserat med reglering. Generalsekretariat der Europäischen Kommission, abgerufen am 6. Oktober 2024.
53. ↑  Wake up Europe! Jetzt handeln zur Wahrung der Demokratie in Europa. Generalsekretariat der Europäischen Kommission, abgerufen am 6. Oktober 2024.
54. ↑  Vater, Mutter & Kind - Europäische Bürgerinitiative zum Schutz von Ehe und Familie. Generalsekretariat der Europäischen Kommission, abgerufen am 6. Oktober 2024.
55. ↑  Let'sfly2Europe: Flüchtlinge legalen und sicheren Zugang nach Europa ermöglichen! Generalsekretariat der Europäischen Kommission, abgerufen am 6. Oktober 2024.
56. ↑  People4Soil: Unterzeichnen Sie die Bürgerinitiative für den Bodenschutz in Europa! Generalsekretariat der Europäischen Kommission, abgerufen am 6. Oktober 2024.
57. ↑  More than Education – Bildung engagierter und verantwortungsbewusster Bürger. Generalsekretariat der Europäischen Kommission, abgerufen am 6. Oktober 2024.
58. ↑  Europäische Bürgerinitiative: Europäisches Ausweisdokument für Freizügigkeit. Generalsekretariat der Europäischen Kommission, abgerufen am 6. Oktober 2024.
59. ↑  Verbot von Glyphosat und Schutz von Menschen und Umwelt vor giftigen Pestiziden. Generalsekretariat der Europäischen Kommission, abgerufen am 6. Oktober 2024.
60. ↑  Unionsbürgerschaft für die Europäerinnen und Europäer: In Vielfalt geeint trotz Bodenrecht und Abstammungsrecht. Generalsekretariat der Europäischen Kommission, abgerufen am 6. Oktober 2024.
61. ↑  Minority SafePack - eine Million Unterschriften für die Vielfalt Europas. Generalsekretariat der Europäischen Kommission, abgerufen am 6. Oktober 2024.
62. ↑  Erhalt der Unionsbürgerschaft. Generalsekretariat der Europäischen Kommission, abgerufen am 6. Oktober 2024.
63. ↑  Für die Verringerung der Lohnungleichheiten und wirtschaftlichen Unterschiede, die die EU auseinanderbrechen lassen! Generalsekretariat der Europäischen Kommission, abgerufen am 6. Oktober 2024.
64. ↑  STOP TTIP. Generalsekretariat der Europäischen Kommission, abgerufen am 6. Oktober 2024.
65. ↑  Wir sind ein gastfreundliches Europa, lasst uns helfen! Generalsekretariat der Europäischen Kommission, abgerufen am 6. Oktober 2024.
66. ↑  Den Hunger aus der Welt schaffen, der 8 % der europäischen Bevölkerung betrifft. Generalsekretariat der Europäischen Kommission, abgerufen am 6. Oktober 2024.
67. ↑  Dauerhafte Unionsbürgerschaft. Generalsekretariat der Europäischen Kommission, abgerufen am 6. Oktober 2024.
68. ↑  End the Cage Age. Generalsekretariat der Europäischen Kommission, abgerufen am 6. Oktober 2024.
69. ↑  STOP BETRUG und Missbrauch von EU-MITTELN - durch bessere Kontrolle von Beschlüssen und der Durchführung sowie durch Sanktionen. Generalsekretariat der Europäischen Kommission, abgerufen am 6. Oktober 2024.
70. ↑  Eat ORIGINal! Unmask your food. Generalsekretariat der Europäischen Kommission, abgerufen am 6. Oktober 2024.
71. ↑  Verpflichtende Kennzeichnung von Lebensmitteln als nicht-vegetarisch/vegetarisch/vegan. Generalsekretariat der Europäischen Kommission, abgerufen am 6. Oktober 2024.
72. ↑  Eine intelligentere Regelung für das Dampfen! Generalsekretariat der Europäischen Kommission, abgerufen am 6. Oktober 2024.
73. ↑  Europe CARES - Inclusive Quality Education for Children with Disabilities. Generalsekretariat der Europäischen Kommission, abgerufen am 6. Oktober 2024.
74. ↑  Housing for All. Generalsekretariat der Europäischen Kommission, abgerufen am 6. Oktober 2024.
75. ↑  #NewRightsNow — Mehr Rechte für „uberisierte“ Arbeitnehmer/innen. Generalsekretariat der Europäischen Kommission, abgerufen am 6. Oktober 2024.
76. ↑  Achtung der Rechtsstaatlichkeit in der Europäischen Union. Generalsekretariat der Europäischen Kommission, abgerufen am 6. Oktober 2024.
77. ↑  Klimawandel schnell, fair und wirksam stoppen. Generalsekretariat der Europäischen Kommission, abgerufen am 6. Oktober 2024.
78. ↑  PRO-NUTRISCORE. Generalsekretariat der Europäischen Kommission, abgerufen am 6. Oktober 2024.
79. ↑  Abschaffung der Steuerbefreiung für Flugzeugtreibstoff. Generalsekretariat der Europäischen Kommission, abgerufen am 6. Oktober 2024.
80. ↑  Rettet die Bienen! Schutz der Artenvielfalt und Verbesserung der Lebensräume von Insekten in Europa. Generalsekretariat der Europäischen Kommission, abgerufen am 6. Oktober 2024.
81. ↑  Ein Preis für CO2 zur Bekämpfung des Klimawandels. Generalsekretariat der Europäischen Kommission, abgerufen am 6. Oktober 2024.
82. ↑  Fortschritt pflanzen: Weil unsere Nutzpflanzen zählen! Generalsekretariat der Europäischen Kommission, abgerufen am 6. Oktober 2024.
83. ↑  Mettons fin à l'ère du plastique en Europe (Lasst uns das Plastikzeitalter in Europa beenden). Generalsekretariat der Europäischen Kommission, abgerufen am 6. Oktober 2024.
84. ↑  Korruption in der EU an der Wurzel packen: Kein Geld für Länder, deren Justiz auch nach Fristablauf noch ineffizient ist. Generalsekretariat der Europäischen Kommission, abgerufen am 6. Oktober 2024.
85. ↑  Maßnahmen zur Bekämpfung der Klimakrise. Generalsekretariat der Europäischen Kommission, abgerufen am 6. Oktober 2024.
86. ↑  Bienen und Bauern retten! Eine bienenfreundliche Landwirtschaft für eine gesunde Umwelt. Generalsekretariat der Europäischen Kommission, abgerufen am 6. Oktober 2024.
87. ↑  Stop Finning – Stop the Trade (Abtrennen von Flossen und Handel damit stoppen). Generalsekretariat der Europäischen Kommission, abgerufen am 6. Oktober 2024.
88. ↑  WÄHLERINNEN UND WÄHLER OHNE GRENZEN – uneingeschränkte politische Rechte für die Bürgerinnen und Bürger der EU. Generalsekretariat der Europäischen Kommission, abgerufen am 6. Oktober 2024.
89. ↑  Bedingungslose Grundeinkommen (BGE) in der gesamten EU. Generalsekretariat der Europäischen Kommission, abgerufen am 6. Oktober 2024.
90. ↑  Freier Austausch. Generalsekretariat der Europäischen Kommission, abgerufen am 6. Oktober 2024.
91. ↑  Recht auf Behandlung. Generalsekretariat der Europäischen Kommission, abgerufen am 6. Oktober 2024.
92. ↑  Zivilgesellschaftliche Initiative für ein Verbot biometrischer Massenüberwachung. Generalsekretariat der Europäischen Kommission, abgerufen am 6. Oktober 2024.
93. ↑  Beamtenaustauschprogramm (Civil Servant Exchange Program) (CSEP). Generalsekretariat der Europäischen Kommission, abgerufen am 6. Oktober 2024.
94. ↑  „Begrünte Dachflächen“ („Green Garden Roof Tops“). Generalsekretariat der Europäischen Kommission, abgerufen am 6. Oktober 2024.
95. ↑  Verbot der Werbung für fossile Brennstoffe und des Sponsorings im Bereich fossiler Brennstoffe. Abgerufen am 6. Oktober 2024.
96. ↑  Europäischer EcoScore (European EcoScore). Generalsekretariat der Europäischen Kommission, abgerufen am 6. Oktober 2024.
97. ↑  FÜR DEN SCHUTZ KOSMETISCHER MITTEL OHNE TIERQUÄLEREI UND EIN EUROPA OHNE TIERVERSUCHE. Generalsekretariat der Europäischen Kommission, abgerufen am 6. Oktober 2024.
98. ↑  ReturnthePlastics: Eine Bürgerinitiative zur Einführung eines EU-weiten Pfandsystems für das Recycling von Plastikflaschen. Generalsekretariat der Europäischen Kommission, abgerufen am 6. Oktober 2024.
99. ↑  Gewährleistung einer mit den EU-Verträgen und dem Völkerrecht im Einklang stehenden gemeinsamen Handelspolitik. Generalsekretariat der Europäischen Kommission, abgerufen am 6. Oktober 2024.
100. ↑  Stop (((5G))) – Stay Connected but Protected (Vernetzt, trotzdem geschützt). Generalsekretariat der Europäischen Kommission, abgerufen am 6. Oktober 2024.
101. ↑  Aufruf zum Handeln – Umweltschutz in allen Politikbereichen. Generalsekretariat der Europäischen Kommission, abgerufen am 6. Oktober 2024.
102. ↑  Green VAT – Grüne MwSt – eine grüne EU-MwSt zur Förderung umweltfreundlicher Produkte und Dienstleistungen. Generalsekretariat der Europäischen Kommission, abgerufen am 6. Oktober 2024.
103. ↑  'Win It On The Pitch' (Sport soll Sport bleiben). Generalsekretariat der Europäischen Kommission, abgerufen am 6. Oktober 2024.
104. ↑  Fur Free Europe (Pelzfreies Europa). Generalsekretariat der Europäischen Kommission, abgerufen am 6. Oktober 2024.
105. ↑  End The Slaughter Age (Schluss mit der Schlachtung von Tieren). Generalsekretariat der Europäischen Kommission, abgerufen am 6. Oktober 2024.
106. ↑  Good Clothes, Fair Pay (Hochwertige Kleidung, faire Löhne)e. Abgerufen am 6. Oktober 2024.
107. ↑  AUFRUF ZUR VERWIRKLICHUNG EINER TABAKFREIEN UMGEBUNG UND DER ERSTEN TABAKFREIEN GENERATION EUROPAS BIS 2030. Generalsekretariat der Europäischen Kommission, abgerufen am 6. Oktober 2024.
108. ↑  Installation einer 1-kW-Photovoltaik-Anlage und einer 0,6-kW-Windkraftanlage auf jedem europäischen Haus, finanziert durch EU-Mittel, die in alleiniger Verantwortung der Gemeinden verwaltet werden. Generalsekretariat der Europäischen Kommission, abgerufen am 6. Oktober 2024.
109. ↑  Bewahrt das ländliche Erbe, die Ernährungssicherheit und die Lebensmittelversorgung in der EU. Generalsekretariat der Europäischen Kommission, abgerufen am 6. Oktober 2024.
110. ↑  Umgang mit spezifischen Lernstörungen auf EU-Ebene. Generalsekretariat der Europäischen Kommission, abgerufen am 6. Oktober 2024.
111. ↑  Europäische Bürgerinitiative für VEGANE MAHLZEITEN. Generalsekretariat der Europäischen Kommission, abgerufen am 6. Oktober 2024.
112. ↑  Europäischer Tag „Whatever it Takes“. Generalsekretariat der Europäischen Kommission, abgerufen am 6. Oktober 2024.
113. ↑  Artikel 4: Folter und unmenschliche Behandlungen an den europäischen Grenzen stoppen. Generalsekretariat der Europäischen Kommission, abgerufen am 6. Oktober 2024.
114. ↑  Gewährleistung einer menschenwürdigen Aufnahme von Migranten in Europa. Abgerufen am 6. Oktober 2024.
115. ↑  End The Horse Slaughter Age – Schluss mit der Schlachtung von Pferden. Generalsekretariat der Europäischen Kommission, abgerufen am 6. Oktober 2024.
116. ↑  Vernetzung aller europäischen Hauptstädte und Menschen über ein Hochgeschwindigkeitsbahnnetz. Abgerufen am 6. Oktober 2024.
117. ↑  Wirksame Umsetzung des Präzedenzfallkonzepts in den Mitgliedstaaten. Generalsekretariat der Europäischen Kommission, abgerufen am 6. Oktober 2024.
118. ↑  EUROPEAN CANNABIS INITIATIVE. Abgerufen am 6. Oktober 2024.

### Nicht zugelassene Bürgerinitiativen
1. ↑  My voice against nuclear power. Generalsekretariat der Europäischen Kommission, abgerufen am 6. Oktober 2024.
2. ↑  Recommend singing the European Anthem in Esperanto. Generalsekretariat der Europäischen Kommission, abgerufen am 6. Oktober 2024.
3. ↑  Fortalecimiento de la participación ciudadana en la toma de decisiones sobre la soberanía colectiva. Generalsekretariat der Europäischen Kommission, abgerufen am 6. Oktober 2024.
4. ↑  Abolición en Europa de la tauromaquia y la utilización de toros en fiestas de crueldad y tortura por diversión. Generalsekretariat der Europäischen Kommission, abgerufen am 6. Oktober 2024.
5. ↑  ONE MILLION SIGNATURES FOR “A EUROPE OF SOLIDARITY”. Generalsekretariat der Europäischen Kommission, abgerufen am 6. Oktober 2024.
6. ↑  Création d'une Banque publique européenne axée sur le développement social, écologique et solidaire. Generalsekretariat der Europäischen Kommission, abgerufen am 6. Oktober 2024.
7. ↑  Unconditional Basic Income. Generalsekretariat der Europäischen Kommission, abgerufen am 6. Oktober 2024.
8. ↑  Enforcing selfdetermination Human Right in the EU. Generalsekretariat der Europäischen Kommission, abgerufen am 6. Oktober 2024.
9. ↑  Ensemble pour une Europe sans prostitution légalisée. Generalsekretariat der Europäischen Kommission, abgerufen am 6. Oktober 2024.
10. ↑  Stop cruelty for animals. Generalsekretariat der Europäischen Kommission, abgerufen am 6. Oktober 2024.
11. ↑  To hold an immediate EU Referendum on public confidence in European Government’s (EG) competence. Generalsekretariat der Europäischen Kommission, abgerufen am 6. Oktober 2024.
12. ↑  Right to Lifelong Care: Leading a life of dignity and independence is a fundamental right! Generalsekretariat der Europäischen Kommission, abgerufen am 6. Oktober 2024.
13. ↑  A new EU legal norm, self-abolition of the European Parliament and its structures, must be immediately adopted. Generalsekretariat der Europäischen Kommission, abgerufen am 6. Oktober 2024.
14. ↑  The Supreme Legislative & Executive Power in the EU must be the EU Referendum as an expression of direct democracy. Generalsekretariat der Europäischen Kommission, abgerufen am 6. Oktober 2024.
15. ↑  Our concern for insufficient help to pet and stray animals in the European Union. Generalsekretariat der Europäischen Kommission, abgerufen am 6. Oktober 2024.
16. ↑  Ethics for Animals and Kids. Generalsekretariat der Europäischen Kommission, abgerufen am 6. Oktober 2024.
17. ↑  Vite l'Europe sociale! Pour un nouveau critère européen contre la pauvreté. Generalsekretariat der Europäischen Kommission, abgerufen am 6. Oktober 2024.
18. ↑  Stop Brexit. Generalsekretariat der Europäischen Kommission, abgerufen am 6. Oktober 2024.
19. ↑  British friends-stay with us in EU. Generalsekretariat der Europäischen Kommission, abgerufen am 6. Oktober 2024.
20. ↑  EU wide referendum whether the European Citizens want the United Kingdom to remain or to leave! Generalsekretariat der Europäischen Kommission, abgerufen am 6. Oktober 2024.
21. ↑  Stopping trade with Israeli settlements operating in the Occupied Palestinian Territory. Generalsekretariat der Europäischen Kommission, abgerufen am 6. Oktober 2024.
22. ↑  DERECHO DE LA UNIÓN, DERECHOS DE LAS MINORÍAS Y DEMOCRATIZACIÓN DE LAS INSTITUCIONES ESPAÑOLAS. Generalsekretariat der Europäischen Kommission, abgerufen am 6. Oktober 2024.
23. ↑  INICIATIVA EVE PARA LA CREACION DEL DERECHO DE DECISION. Generalsekretariat der Europäischen Kommission, abgerufen am 6. Oktober 2024.